# Aprepitant
Aprepitant (emend (SAD, EU)) je antiemetično hemijsko jedinjenje koje pripada klasi lekova koji su antagonisti supstance P (SPA). On deluje putem blokiranja neurokininskog 1 (NK1) receptora.
Merk proizvodi aprepitant pod imenom emend za prevenciju akutne i kasnije hemoterapijom uzrokovane mučnine i povraćanja, i za prevenciju postoperativne mučnine i povraćanja. On je dobio FDA odobrenje 2003.
Aprepitant isto tako možda može da bude koristan u lečenju sindroma cikličnog povraćanja, ali je do sad bilo malo istraživanje.
FDA je januara 2008 odobrio fosaprepitant, koji je intravenozna forma aprepitanta. On se prodaje pod imenom emend инјекције u SAD-u i kao ivemend u nekim drugim zemljama.

## Spoljašnje veze
- Emend Архивирано на веб-сајту  (30. децембар 2013)
- Aprepitant
- Emend

|  | Molimo Vas, obratite pažnju na važno upozorenje u vezi sa temama iz oblasti medicine (zdravlja). |